# شامسة بحرية
شامسة بحرية (الاسم العلمي:Heliothis maritima) (بالإنجليزية: Shoulder-striped Clover)‏ هي نوع من الحشرات يتبع جنس الشامسة من فصيلة الليليات.